# Джесси Джей
Дже́ссика Э́ллен Ко́рниш (англ. Jessica Ellen Cornish; род. 27 марта 1988 года, Редбридж, Лондон), известная как Дже́сси Джей (Jessie J) — британская певица и автор песен.
После банкротства лейбла Gut Records в самом начале карьеры певица долгое время имела издательский контракт с Sony/ATV Music, начав писать песни для Криса Брауна, Майли Сайрус и других исполнителей. Затем она подписала контракт с лейблом Universal Republic, на котором выпускает дебютный сингл «Do It Like a Dude». В начале 2011 года, возглавив чарты двух десятков стран мира, включая чарты Великобритании, Франции, Ирландии и Новой Зеландии, с песней «Price Tag», она выпустила свой дебютный альбом «Who You Are», попавший со второй строчки в альбомном чарте Великобритании. Другими релизами с альбома стали песни «Nobody’s Perfect», «Who’s Laughing Now» и «Who You Are», вошедшие в топ-20 британского синглового чарта. Выпуск пятого сингла, «Domino», стал вторым успешным мировым релизом. Песня достигла шестой строчки в чарте Billboard Hot 100 и возглавила чарт Великобритании. Седьмым и последним синглом с альбома «Who You Are» стала песня «LaserLight», это шестой сингл, вошедший в топ-10 чарта Великобритании для Джесси Джей. Таким образом, Джесси Джей стала первой британской певицей с шестью синглами из одного альбома, попавшими в топ-10 авторитетного чарта.
Второй студийный альбом, «Alive», был выпущен 23 сентября 2013 года и вошёл в топ-5 альбомного чарта Великобритании.
Помимо своей музыкальной карьеры, Джесси попробовала себя в роли наставника в телевизионном шоу The Voice UK в сезонах 2012 и 2013 года и The Voice Australia в сезонах 2015 и 2016 года.
Певица имеет множество наград, среди которых: 2011 Critics' Choice BRIT Awards и BBC’s Sound of 2011.

## Биография

### Ранние годы

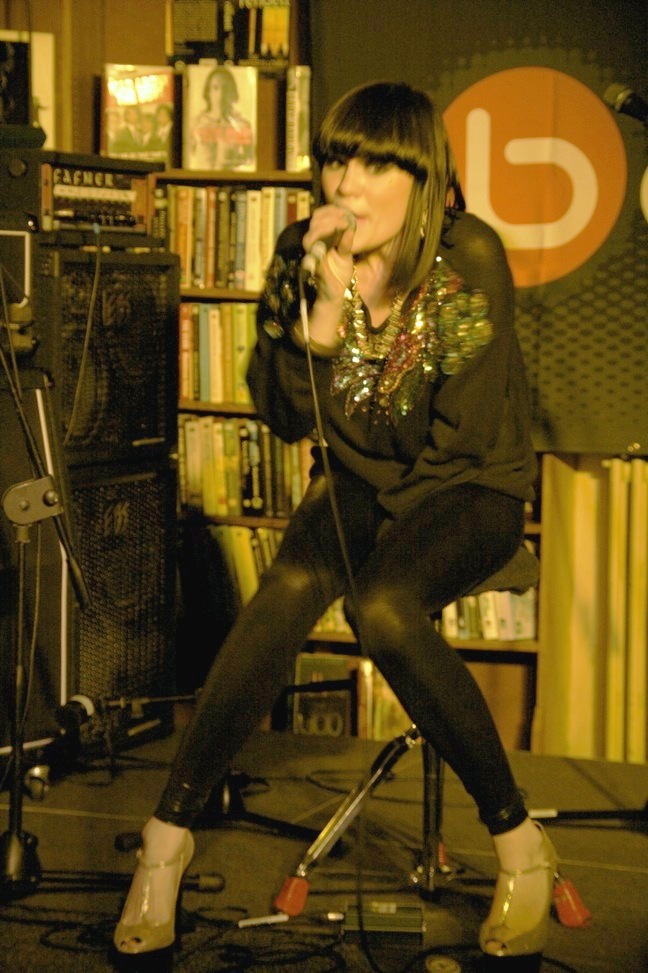
Выступление в Библиотеке Ланкастера в 2008 году

Джессика Эллен Корниш родилась 27 марта 1988 года в Лондоне, в семье представителей рабочего класса — социального работника Стивена Корниша и няни в детском саду Роуз Корниш. В четыре года начала занималась балетом, затем степом, потом современными танцами, джазом и в завершении актёрским мастерством. Она танцевала степ и одновременно распевала целые альбомы ужасного качества, написанные для родственников к Рождеству и уже тогда носила парик. Помимо этого, ей приходилось проводить время в госпитале Great Ormond Street Hospital из-за проблем с сердцем, и после процедур её иногда выпускали для посещения репетиций.
Получение образования начала со средней школы Мейфилд в Лондонский боро Редбридж. Вскоре стала учиться в Colin’s Performing Arts School и в 11 лет сыграла в постановке Эндрю Ллойда Уэббера «Свистни по ветру» («Whistle Down the Wind»). Впоследствии она вступила в Национальный музыкальный молодёжный театр (National Youth Music Theatre), где в 2002 году сыграла в постановке «The Late Sleepers».
У Корниш есть две сестры, которые на 5 и 7 лет старше неё, обе были активистками в школе, в отличие от Джесси. В 2003 году, в возрасте 15 лет, она выиграла награду Best Pop Singer на телевизионном конкурсе Britain’s Brilliant Prodigies. В 16 лет поступила в BRIT School. Во время обучения, она работала в магазине игрушек «Hamley’s» в лондонском Вест-Энде и именно в это время получила первый опыт в качестве поп-звезды, пройдя отбор в группу Soul Deep. Коллектив записал сингл для противонасильственной кампании «Mums Against Guns». В 2006 году вместе с Адель и Леоной Льюис она закончила BRIT School. По рассказам певицы, в 18 лет она перенесла микроинсульт.

### 2006—2009: Начало музыкальной карьеры
Свою первую песню, «Big White Room», Джесси написала в 17 лет, в основу легли воспоминания о пребывании в больнице за шесть лет до этого и общения с мальчиком из палаты, который перенёс серьёзную операцию на сердце. Ночью он стал молиться, просить Бога о том, чтобы тот даровал ему жизнь, а на следующий день скончался. Джесси в тот же момент захотела написать песню об этом потрясшем её случае, но почувствовала себя для этого ещё недостаточно взрослой. Позже песня была выложена на YouTube и получила успех, на неё было сделано около семидесяти кавер-версий. И если многие полагают, что о ней узнали благодаря YouTube, то это ошибка, свои первые видео она начала выкладывать в сеть спустя четыре года с момента подписания контракта.
Первый контракт, был подписан с лейблом «GUT Records», на нём она начала записывать свой первый альбом, но вскоре лейбл обанкротился и Джесси не смогла выпустить материал. Первый успех к ней пришёл в качестве автора песен, подписав издательский контракт с Sony ATV, она начала писать песни в том числе для Криса Брауна и Майли Сайрус («Party in the U.S.A.»). Помимо этого, выступая на разогреве у Синди Лопер во время её британского тура.
Второй шанс начать карьеру в качестве певицы выпал, когда исполнительный директор Sony ATV Рич Кристина отправила президенту Lava Records Джейсону Флому ссылку на страницу Джесси Джей в социальной сети Myspace с записью песен. После просмотра певицы в США, Lava Records наряду с другими лейблами заинтересовалась Джесси, но процесс был приостановлен по настоянию её руководства. В конечном итоге, Джесси Джей подписала контракт с лейблом Lava Records и Universal Republic, приступив к работе над дебютным альбомом Who You Are.

### 2010—2012: Who You Are
В 2010 году дебютный сингл «Do It Like a Dude» достиг второй строчки в UK Singles Chart.
В первые два года её карьеры в центре внимания были яркие события, такие как выступление на Гластонбери, на сцене «Diamond Jubilee Concert» и на Олимпийских Играх, 15 миллионов продаж, статуэтка «Brit Awards», награда «BBC Sound of 2011», два сингла, дошедших до первого места в чарте Британии, первые места в не менее чем 19 странах, 6 хитов в Великобритании, включая песню «Domino», участвовала в 2 сезонах шоу «The Voice UK», в высоко оцениваемом шоу, идущем в субботу вечером, где она была наставником наряду с такими легендами, как Том Джонс и will.i.am.
Второй сингл певицы, «Price Tag», в феврале 2011 года возглавил UK Singles Chart и множество других хит-парадов по всему миру.
Видео на песню заняло 22 место в списке самых просматриваемых клипов всех времен.
Первое выступление певицы в Америке состоялось 12 марта 2011 года на вечернем шоу телеканала NBC «Saturday Night Live».
25 февраля 2011 состоялся выход дебютного студийного альбома Who You Are. Альбом попал в первую десятку чартов многих стран. После релиза альбома, Jessie выпустила третий сингл «Nobody's Perfect».
Канал MTV сообщил, что сингл выпущен только для Великобритании.
Четвёртым синглом стала песня «Who's Laughing Now».
«Domino» стал пятым синглом из альбома и вторым синглом для США.
На радио трек был отправлен 6 сентября 2012 года.
После успеха дебютного альбома в Северной Америке Джесси Джей была приглашена в качестве артиста, выступающего на «разогреве» тура Кэти Перри, «California Dreams Tour» 2011 года, но из за травмы ноги не смогла отправиться в тур.
Певица выпустила расширенную версию альбома «Who You Are» 9 ноября 2011 года, дополненное тремя новыми композициями, среди которых оказался уже изданный сингл «Domino».
Шестым синглом был реализован одноименный трек «Who You Are». Записанный с французским диджеем Девидом Гетта, трек «LaserLight» стал седьмым и финальным синглом из альбома. Сингл достиг пятого места в чарте Великобритании, став её шестым синглом из одного альбома, попадавшим в первую десятку этой страны. Подобного результата достигали Леди Гага, Кэти Перри и Майкл Джексон.
12 июня 2011 года, во время репетиции выступления на Capital FM Radio Summertime Ball, Джесси порвала несколько сухожилий на ноге и на следующий день выступала, сидя на золотом троне.
Во время фестиваля Glastonbury 2011 она также выступала на троне, сообщив, что её врач запретил выступать со сломанной ногой в течение шести недель, чтобы завершить лечение. Из-за проблем с ногой певице пришлось отменить большинство выступлений на фестивалях, в том числе на: T in the Park, T4 on the Beach, Wembley:Orange, iTunes Festival, Lovebox и Oxegen. Она вернулась к выступлениям в августе, приняв участие в V Festival и The Big Chill Festival.

### 2013: Alive
Джесси в своём новом проекте работала с Родни Джеркинсом, Клодом Келли и Старгейтом. Но каждая из 21 песен, записанных для альбома, написана самой Джесси или в соавторстве с ней.
Лид-синглом из альбома была выпущена композиция «Wild», которая вошла в первую пятерку британского и австралийского чартов. В сентябре состоялся релиз второго сингла «It's My Party», который оказался на третьей позиции чарта Великобритании. Третьим и финальным синглом была издана песня «Thunder».

### 2014—2016: Sweet Talker
В 2014 году Джесси записала совместную композицию «Calling All Hearts» с DJ Cassidy и американским исполнителем Робином Тиком для альбома диджея Paradise Royale.
29 июля 2014 года состоялась премьера первого сингла «Bang Bang» из нового альбома, записанного при участии американской певицы и актрисы Арианы Гранде и рэперши Ники Минаж. Премьера клипа на песню «Bang Bang» состоялась во время трансляции «MTV Video Music Awards» 24 августа 2014 года. 22 августа 2014 года Джесси представила обложки стандартного и делюкс-изданий своего нового студийного альбома под названием Sweet Talker. Также был представлен официальный трек-лист альбома. Sweet Talker был выпущен 13 октября. В январе 2015 года Джесси Джей отправилась в Sweet Talker Tour в поддержку альбома.
В 2015 году Джесси стала судьёй в шоу The Voice Australia, заменив will.i.am. 23 апреля того же года певица выпустила сингл «Flashlight», вошедший в саундтрек фильма «Идеальный голос 2». Клип на песню получил номинацию в категории «Лучшее британское видео» на премии BRIT Awards 2016.

### 2017—2020:R.O.S.E.,Singer 2018иThis Christmas Day
11 августа 2017 года Джесси выпустила трек «Real Deal» для рекламной кампании M&M's. 12 сентября она анонсировала выход своего четвёртого альбома R.O.S.E. и лид-сингла «Think About That», который вышел 15 сентября. Второй сингл с альбома «Not My Ex» был выпущен 6 октября. Третьим синглом стала песня «Queen», вышедшая 17 ноября. В октябре 2017 года Джесси отправилась в тур R.O.S.E. Tour по Европе и США в поддержку альбома. Альбом R.O.S.E. был выпущен в формате четырёх мини-альбомов Realisations, Obsessions, Sex и Empowerment, которые выходили по очереди с 22 по 25 мая 2018 года. В отличие от прошлых работ Джесси в жанре поп, новый альбом стал её первой работой в жанре R'n'B.
В январе 2018 года Джесси стала участницей китайского вокального шоу I Am a Singer. Впоследствии Джесси победила в шоу, став первым иностранным лидером за всю историю программы. Кроме того, её выступления признавались лучшими в пяти соревновательных раундах.
В сентябре 2018 года Джесси Джей анонсировала выход своего первого рождественский альбом This Christmas Day, который был выпущен 26 октября. В декабре Джесси подтвердила, что выступит в качестве наставника в шоу The Voice Kids UK вместе с Пикси Лотт, Дэнни Джонсом и will.i.am. В апреле 2019 Джесси отправилась в тур The Lasty Tour по европейским и азиатским музыкальным фестивалям. Тур получил название в честь близкого друга и телохранителя певицы Дэйва «Ласти» Ласта, скончавшегося в декабре 2018 года.
Джесси написала песню «One More Try» совместно с Максом Мартином и Оскаром Холтером. Песня стала единственным оригинальным треком, появившимся в мюзикле Мартина «& Juliet», где её исполняют Мириам-Тик Ли и Джордан Люк Гейдж. Версия песни в исполнении самой Джесси также включена в саундтрек мюзикла.

### 2021—настоящее время: предстоящий шестой альбом
11 июня 2021 года Джесси выпустила сингл «I Want Love». 2 мая 2022 года певица появилась на подкасте Стивена Бартлетта «Дневник генерального директора», где рассказала, что записала шестой альбом, но решила отменить его выпуск. По словам Джесси, лейбл поддержал её решение начать новую запись в апреле. Говоря о ранее записанной музыке, Джесси сказала, что может перезаписать часть старых песен, но не уверена, что они войдут в будущий альбом. Кроме того, певица рассказала о смене менеджмента и решении набрать новую команду.

## Личная жизнь
В начале 2011 года Джесси Джей перенесла приступ паники на сцене, после того как она была вынуждена выступать в темноте. «У меня был концерт недавно, и я испытала приступ паники на сцене», — заявила она для журнала NOW. «Выступление было названо 'Black Out', и я должна была выступать в темноте. Я попросила, чтобы включили свет, но этого не сделали. Я была в кромешной темноте, и из-за того, что я ничего не могла видеть, я начала паниковать. Это было ужасно».
Отвечая на вопрос о её бисексуальности в интервью на радио-шоу 3 марта 2011 года, Джесси Джей сообщила, что встречалась с парнями и девушками. В апреле 2014 года Джесси отказалась от бисексуальности в интервью Daily Mirror, сказав, что это был просто этап её жизни: «Для меня это был этап», — сказала певица. — «Но я не говорю, что бисексуальность является этапом для всех. Я чувствую, что если я буду продолжать свою карьеру, не сказав об этом, я буду чувствовать себя лгуньей. Я просто хочу быть честной, и это действительно не имеет большого значения. Кого это волнует?» — добавила она.
2 августа 2011 года Джесси Джей подтвердила, что собирается брить волосы для благотворительности в 2012 году. В своём твиттере она написала: «Это волосы, они будут расти снова. Даже если это займет два года, если они спасут хоть одну жизнь, это того стоит».
15 марта 2013 года Джесси была выбрита в прямом эфире благотворительного концерта Comic Relief, в ходе концерта было собрано рекордные 75 миллионов фунтов.
В ноябре 2014 года было подтверждено, что Джесси встречается с американским исполнителем Люком Джеймсом. Отношения продлились почти год, но в итоге Джесси и Люк расстались, но, по их признанию, остались хорошими друзьями. В 2018 году Джесси начала встречаться с американским актёром Ченнингом Татумом. Через год пара рассталась, но затем снова сошлась в 2020 году, снова расставшись в том же году. С 2021 года состоит в отношениях с баскетболистом Чананом Колманом.
В 2020 году Джесси рассказала, что у неё была обнаружена болезнь Меньера. В публикации в Instagram она описала опыт болезни «как будто кто-то залез в моё ухо и включил фен изнутри».
В 2014 году Джесси был поставлен диагноз бесплодие. В ноябре 2021 года певица пережила выкидыш. Однако в январе 2023 года она поделилась через социальные сети, что после многочисленных попыток ей всё же удалось забеременеть с помощью ЭКО. Отцом ребёнка является профессиональный баскетболист Чанан Сафир Колман. В мае 2023 года певица родила мальчика, которого назвала Скай Сафир Корниш Колман.
В июле 2024 года она рассказала, что у неё диагностировали обсессивно-компульсивное расстройство (ОКР) и синдром дефицита внимания и гиперактивности (СДВГ).
В июне 2025 года она объявила, что у неё диагностировали раннюю стадию рака молочной железы. Она заявила, что после запланированного выступления ей сделают операцию и она возьмёт небольшой перерыв, чтобы сосредоточиться на восстановлении.

## Дискография
- Who You Are (2011)
- Alive (2013)
- Sweet Talker (2014)
- R.O.S.E. (2018)
- This Christmas Day (2018)

## Фильмография
| Год  |    | Русское название                          | Оригинальное название     | Роль  |
| ---- | -- | ----------------------------------------- | ------------------------- | ----- |
| 2012 | ф  | Кэти Перри: Частичка меня                 | Katy Perry: Part of Me    | камео |
| 2016 | тф | Grease: Live!                             | Grease: Live              | камео |
| 2016 | мф | Ледниковый период: Столкновение неизбежно | Ice Age: Collision Course | Брук  |